# Сельское поселение Сиучское
Сельское поселение Сиучское — упразднённое сельское поселение в составе Бабаевского района Вологодской области.
Центр — деревня Заполье.
Образовано 1 января 2006 года в соответствии с Федеральным законом № 131 «Об общих принципах организации местного самоуправления в Российской Федерации».
В состав сельского поселения вошёл Сиучский сельсовет.
Законом Вологодской области от 28 апреля 2015 года № 3633-ОЗ, сельские поселения Володинское, Дубровское и Сиучское преобразованы, путём объединения, в сельское поселение Бабаевское с административным центром в городе Бабаево.

## География
Расположено на юго-востоке района. Граничит:
- на севере с Санинским сельским поселением,
- на западе с Володинским сельским поселением,
- на юго-западе с Дубровским сельским поселением,
- на юге с Лентьевским сельским поселением Устюженского района,
- на востоке с Рукавицким, Мазским, Барановским сельскими поселениями Кадуйского района.

По территории муниципального образования протекают реки Колпь, Сиуч, Сарка, Смердиль. В сельском поселении 2 станции железной дороги Вологда — Санкт-Петербург: Сиуч и Ольховик.

## Населённые пункты
В состав сельского поселения входило 4 населённых пункта, в том числе
3 деревни,
1 жд станция.
| Населённый пункт | ОКАТО          | Рег. номер | Расстояние до районного центра, км | Расстояние до центра поселения, км | Координаты                      |
| ---------------- | -------------- | ---------- | ---------------------------------- | ---------------------------------- | ------------------------------- |
| деревня Заполье  | 19 205 860 001 | 209        | 34                                 | 0                                  | 59°16′58″ с. ш. 36°26′12″ в. д. |
| деревня Ольховик | 19 205 860 002 | 210        | 44                                 | 10                                 | 59°20′23″ с. ш. 36°17′19″ в. д. |
| жд станция Сиуч  | 19 205 860 003 | 211        | 34                                 | 1                                  | 59°17′06″ с. ш. 36°25′34″ в. д. |
| деревня Сиуч     | 19 205 860 004 | 212        | 35                                 | 1                                  | 59°16′17″ с. ш. 36°26′28″ в. д. |